# Laura Carmichael
Laura Elizabeth Carmichael, född 18 juli 1986 i Southampton i Hampshire i England, är en brittisk skådespelare.
Carmichael är främst känd för rollen som Lady Edith Crawley i TV-serien Downton Abbey. Hon hade även en roll i långfilmen Tinker, Tailor, Soldier, Spy (2011).
Hon tog examen 2007 från Bristol Old Vic Theatre School. 2012 debuterade hon på West End i uppsättningen av Uncle Vanya.

## Filmografi (i urval)
- 2010–2015 – Downton Abbey (TV-serie)
- 2011 – Tinker, Tailor, Soldier, Spy
- 2016 – Marcella (TV-serie)
- 2016 – A United Kingdom
- 2019 – Downton Abbey
- 2022 – Downton Abbey: En ny era
- 2025 – Downton Abbey: The Grand Finale